# Cargador automático (artillería)
En la guerra acorazada, el cargador automático es una ayuda mecánica o un reemplazo total del personal encargado de cargar munición en el armamento principal de sistemas de armas tripulados, tales como tanques, artillería autopropulsada, vehículos de combate de infantería o buques de guerra. El término generalmente se aplica a cañones de gran calibre que requieren de una o más personas para ser recargados.
Un cargador automático, tal como su nombre lo sugiere, extrae un obús y una carga propulsora desde el compartimento de munición y se encarga de cargarlos en un cartucho, si es que el cañón lo posee, o si no lo presenta, directamente en su recámara. Frecuentemente se utiliza en reemplazo del cargador humano. Al automatizar el proceso de recarga, este se vuelve más dinámico y rápido, optimizando las capacidades de combate. También, al quitar uno (o más tripulantes), el tamaño total del vehículo puede ser reducido, lo cual disminuye la superficie total que sebe ser reforzada con blindaje, por lo tanto un vehículo que cuenta con un cargador automático se puede beneficiar de una sustancial reducción de peso y volumen. Además, debido a que un cargador automático puede ser mucho menos voluminoso que un humano, puede permitir una reducción del perfil total del tanque, haciéndolo un blanco más pequeño. Los cargadores automáticos son dispositivos mecánicos por lo que su fiabilidad depende de qué tan bien sean diseñados, fabricados y mantenidos. 

## Historia
Los cargadores automáticos fueron desarrollados al principio de la Segunda Guerra Mundial. Su primer uso en combate fue en aeronaves cazacarros tales como el Henschel Hs 129 B-3 alemán, equipado con el cañón 7,5 cm Bordkanone BK de 75 mm. Todos los tanques rusos y soviéticos diseñados después del T-64 han utilizado cargadores automáticos. Su uso ha sido frecuentemente rechazado por los diseños de tanques estadounidenses y británicos, aunque el tanque medio T22 estadounidense fue uno de los primeros en utilizar un cargador automático.

## Uso naval

Funcionamiento de una torreta británica Stark I.

En la era moderna, el uso de cargadores automáticos es común en cualquier cañón naval de calibre 76,2 mm o superior. Tomando en cuenta el tamaño de los proyectiles, sumado a las instalaciones de cargadores automáticos disponibles en el amplio espacio brindado por estas naves, hacen que un cargador automático sea mucho más rápido que un cargador humano. Por ejemplo, el cañón naval estadounidense 5"/38 Mark 12 puede cargar cerca de 20 proyectiles por minuto.
El sistema soviético/ruso AK-130 (dos cañones de 130 mm) con cargador automático puede alcanzar una cadencia de disparo de hasta 40 proyectiles por cañón, por minuto.
El 127 mm/5" Compact italiano tiene un desempeño similar. Los sistemas con cargador automático de mayor calibre fueron el 8"/55 Mark 16 estadounidense, desplegado en los tres cruceros de la clase Des Moines a finales de la década de 1940, y el 8"/55 Mark 71 probado a bordo del destructor USS Hull a finales de la década de 1970. Ambas armas alcanzaban una cadencia de disparo de 12 proyectiles por cañón por minuto, comparados con los 3 a 4 proyectiles por minuto disparados al recargar manualmente.
La llegada de las aeronaves con propulsión a chorro, y la cadencia de disparo requerida para combatirlas, apresuraron la adopción de cargadores automáticos en la artillería naval. El desarrollo de los sistemas de carga era frecuentemente acompañado de problemas, y su fiabilidad era pobre en muchos casos. La cadencia de disparo del cañón estadounidense 5"/54 Mark 42 fue reducida de 40 proyectiles por minuto a 34 para mejorar su fiabilidad. El AK-130 ruso/soviético era tan poco fiable que el crucero de misiles Kirov (renombrado a Almirante Ushakov) fue forzado a instalar dos cañones menos modernos en su lugar. El cañón estadounidense 3"/70 Mark 37 pasó más tiempo siendo diseñado (13 años) que en servicio (12 años), debido a su pobre fiabilidad. Estos problemas se han quedado en el pasado y el campo de los cargadores automáticos ha avanzado considerablemente.

## Vehículos terrestres

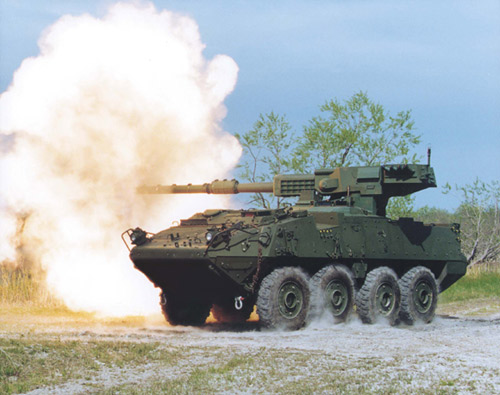
El M1128 Mobile Gun System estadounidense (Una variante del Stryker) presenta un cargador automático con hasta 18 proyectiles.

### Cadencia de disparo
Un cargador automático moderno en un cañón de calibre 120-125 mm en buenas condiciones puede alcanzar entre 10 a 12 disparos por minuto. Esta cadencia puede o no incluir el tiempo requerido para posicionar el arma en el ángulo apropiado de recarga (si es que lo requiere) y luego posicionarse en el ángulo de fuego después de recargar. Esta cadencia de disparo es rápida, pero no tan rápida como un cargador humano, ya que se han reportado cadencias de disparo de hasta 15 disparos por minuto (al menos por un corto periodo de tiempo).
Por otro lado, se estima que los cargadores automáticos más modernos igualan esta cadencia de disparo. Además, se considera atípico el hecho de que en batalla un vehículo de combate se encuentre con más que un par de blindados enemigos en el transcurso de un minuto. El cargador automático también tiene la ventaja de que al atravesar terrenos accidentados jamás se mareará, problema ocurrente con cargadores humanos, lo cual interfiere con su ciclo de recarga.
Para cañones de calibres superiores a 127 mm, el peso agregado del proyectil hace imperativa la decisión del uso de un cargador automático. En artillería autopropulsada con calibres cercanos a los 155 mm, por ejemplo, los cargadores automáticos pueden alcanzar una cadencia de disparo de 8 a 12 disparos por minuto, mientras que uno (o más) cargadores humanos típicamente alcanzan solo 4 disparos por minuto. Para salvas sostenidas, puede que esta impresionante cadencia de disparo no sea muy relevante, ya que la cadencia de disparo para salvas sostenidas es típicamente de 1 a 2 disparos por minuto, pero la posibilidad de entregar un alto poder de fuego en un corto periodo de tiempo es vital en las tácticas de disparo y reposición para así evitar la rápida respuesta del fuego de contrabatería, entregada por sistemas de contrabatería modernos. Por otra parte, incluso durante una salva sostenida un cargador automático podría ser bastante útil, ya que la fatiga provocada por recargar un sistema de artillería por horas no los puede afectar.

### Supervivencia
Los cargadores automáticos más comunes almacenan su munición en la torreta, aumentando la probabilidad de una explosión catastrófica en caso de que algún proyectil penetre el blindaje e impacte este almacén. Más blindaje sumado al aislamiento de la munición del compartimento de la tripulación ha sido la norma en tanques con un cargador humano, lo cual puede disminuir la probabilidad de que la munición sea detonada por calor o de que esta explote.
Por ejemplo el M1 Abrams fue diseñado para proteger a la tripulación contra la detonación inducida por calor al almacenar la munición del cañón principal en un compartimento en la parte posterior de la torreta. El compartimento es separado de la tripulación por una escotilla blindada automática, la cual se abre solo por unos segundos cada vez que el cargador necesite tomar otro proyectil. La parte superior del compartimento tiene unos paneles especiales que lo blindan de ataques externos pero son mucho menos resistentes a la presión interna, por lo cual en el caso de que un proyectil detone la munición estos paneles permitirán que la presión generada salga hacia arriba, protegiendo así a la tripulación. Otros diseños occidentales desde finales de la Guerra Fría al presente con recarga manual también incluyen dichas medidas de protección. En contraste, los tanques soviéticos de la Guerra Fría que emplean cargadores automáticos guardan la munición en un "carrusel" en medio del compartimento de la tripulación, donde cualquier proyectil que penetre es muy probable que cause la incineración de la tripulación y vuele la torreta por completo, desprendiéndola del chasis del tanque.
Aun así, algunos diseños de cargadores automáticos más recientes también albergan la munición en un compartimento aislado dentro del armazón de la torreta, con paneles de rápida liberación por superior y el mecanismo de baqueta abajo o al medio. Esto permite una mayor protección de la tripulación, pero a la vez es poco ventajoso debido a la ubicación del mecanismo de recarga, se reduce considerablemente el espacio, disminuyendo la cantidad de proyectiles que pueden ser transportados. Con dicho diseño, se puede prescindir del cargador humano, pero a la vez solo se puede almacenar la mitad de la munición en el compartimento con el cargador automático. Por lo cual, un tanque con este sistema por lo general almacena proyectiles adicionales en un compartimento bajo el compartimento de combate, tal como en los anteriores diseños de tanque que llevaban a bordo de la tripulación a un cargador. Este compartimento puede estar rodeado por agua y tener algunas subdivisiones, pero la tripulación reducida en número aun así tiene que llevar esta munición al compartimento del cargador automático. Sin embargo, un diseño así permite que el cargador automático o un compartimento de munición vacíos puedan ser rápidamente reemplazados utilizando el equipamiento apropiado, tal como se recarga el sistema de lanzacohetes estadounidense M270 MLRS, pero posiblemente más rápido aún. Otra ventaja posible es que la escotilla que separa la torreta del compartimento de combate sólo es lo suficientemente larga para el paso de un proyectil a la vez, en vez de extenderse por todo el dorso de la torreta como es en el caso del M1 Abrams - esto puede reducir peso y la energía necesaria para operar la escotilla automática, ya que sería una parte más de la torreta, en vez de deslizar un pesado componente.

### Tamaño
Los cargadores automáticos a menudo se implementan en un intento de disminuir el tamaño de un tanque. El T-64 es un ejemplo de esto. La generación actual de tanques que utilizan cargadores automáticos (T-90 y T-14 rusos, Tipo 90 y Tipo 10 japoneses, Tipo 98 chino, K2 Black Panther surcoreano, Leclerc francés y Al-Khalid pakistaní), todos pesan entre 45 y 55 toneladas. Los tanques que no utilizan cargadores automáticos tienden a pesar entre 55 y 70 toneladas (M1A2 Abrams estadounidense, Leopard 2 alemán y Challenger 2 británico).

### Reducción de la fatiga
La sustitución del cargador y del artillero con un comandante y un conductor podría permitir a la tripulación rotar sus turnos. Esto permitiría una operación continua en el campo de batalla. Aun así en algunos casos (como en el del M1 Abrams por ejemplo) no hay ninguna razón de prescindir del cargador al instalar un cargador automático. En esas situaciones el cargador automático libera de su labor al cuarto miembro de la tripulación para que este apoye en sus labores a los otros tres.